# Бурлак

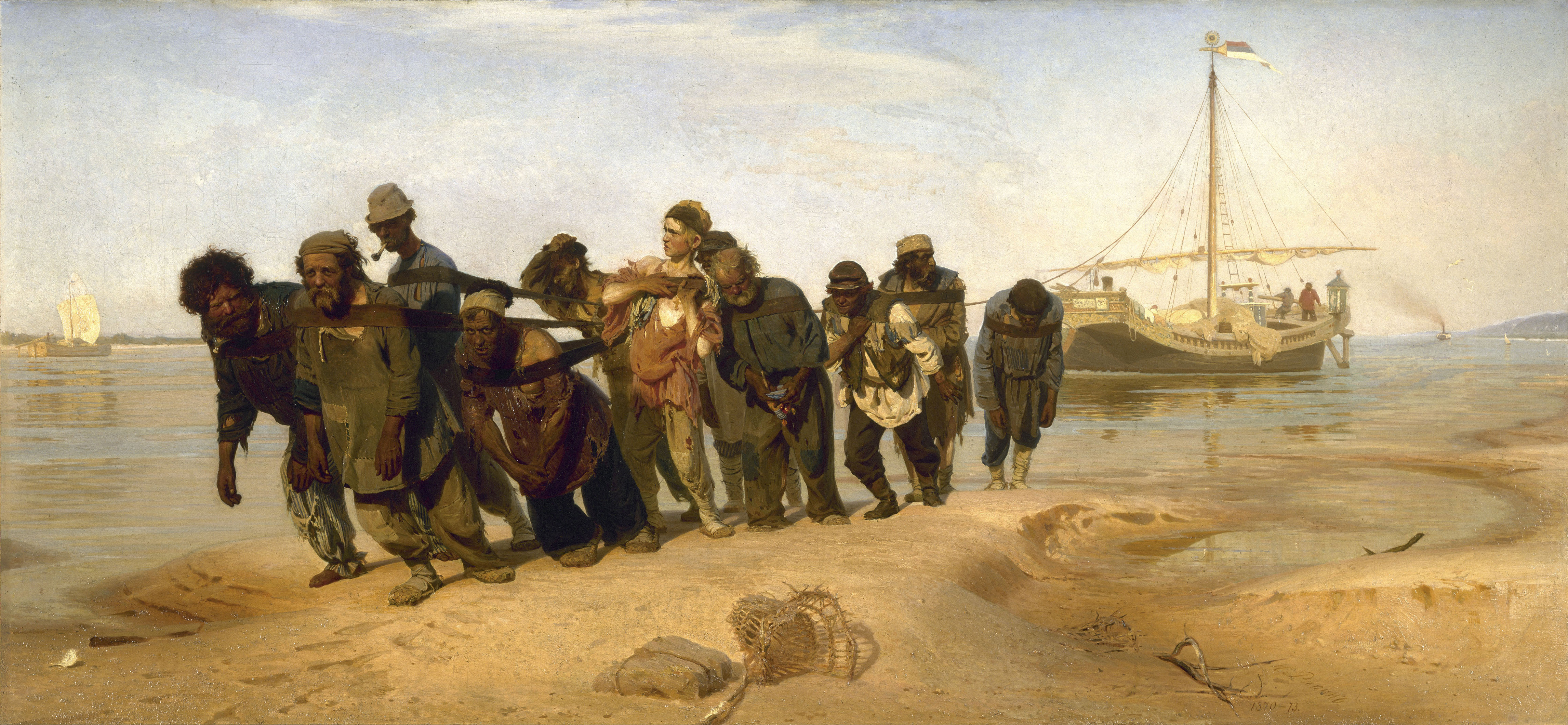
Картина Ильи Репина. «Бурлаки на Волге», 1870—1873.

Бурлак в строгом смысле этого слова — род деятельности, существовавший на Руси, Российской империи и в раннесоветский период СССР — бурлаком именовался рабочий, входивший в артель, которая тянула на бечеве суда против течения реки. 
В широком смысле слова, бурлачество как явление в различной форме, под теми или иными названиями существовало вплоть до середины XX века во многих странах, в местах, где тип почвы или характер береговой линии не позволял или затруднял использование животной тягловой силы.

## История термина
В XIX веке российские энциклопедии давали термину «бурлак» иное определение. «Бурлак — крестьянин, уходивший на заработки, преимущественно на речные суда». В обязанности судорабочих входил весь комплекс работ, связанных с обслуживанием судна и груза. В настоящее время термин «бурлак» используется в более узком значении.
Также словом «бурлак» в Бессарабии в XIX веке обозначались живущие отдельным хозяйством холостяки и бездетные вдовцы, выделявшиеся в ревизских сказках как отдельная категория податных сословий.

## Бурлаки в России

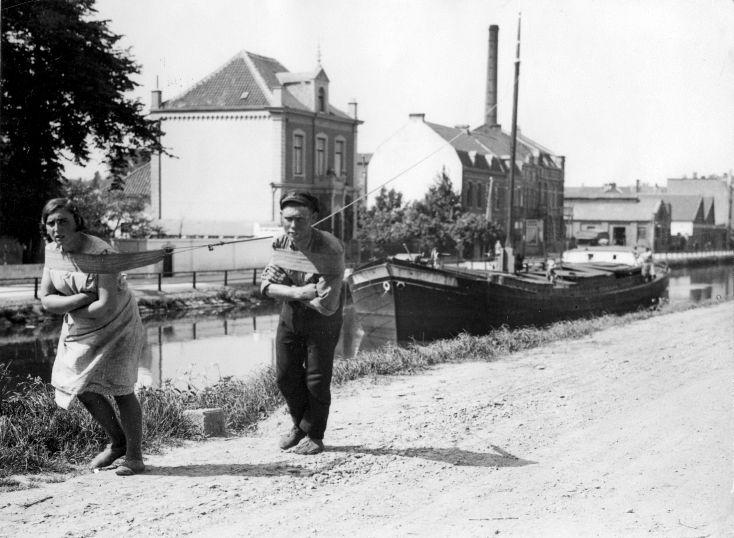
Бурлаки в Нидерландах 1931 год

Географические и климатические условия русской равнины издревле способствовали развитию водных путей сообщения. Английский дипломат и путешественник Антоний Дженкинсон так описывал судоходство на Северной Двине в XVI в.: «Суда, называемые насадами, очень длинны и широки, крыты сверху и плоскодонны; они сидят в воде не более, как на 4 фута и поднимают 200 тонн, на них нет никаких железных частей, но все сделано из дерева; при попутном ветре они могут плыть под парусами. В противном случае из многочисленных имеющихся на насадах людей иные тянут их, обвязав вокруг шеи длинные тонкие веревки, прикрепленные к насаду, иные же отталкиваются длинными шестами».
К началу XIX в. в России по рекам перевозились большие объёмы грузов. С нижней Волги в верховые города отправлялось зерно, лён, пенька и т. д. В 1777 г. для отгрузки за границу по Вышневолоцкой системе было перевезено 12 620 тыс. пудов (около 202 000 тонн) различных товаров. Быстро рос экспорт железа из Санкт-Петербургского порта. Продукция уральских заводов сплавлялась по реке Чусовой в Каму, по Волге поднималась до Твери, оттуда через Вышний Волочёк и Новгород попадала в Санкт-Петербург. В 1797 г. вывоз железа из России составил 3 886 тыс. пудов (ок. 62 000 тн.).
Речное судоходство делилось на сплавное (совершалось вниз по течению реки) и взводное (против течения). 
Управление тяжело гружёным судном при сплаве требовало слаженной работы артели бурлаков. Если судно попадало на мель, его приходилось снимать вручную или «паузить» – перегружать товары в мелкие суда. Прохождение порогов было очень рискованно и не обходилось без человеческих жертв. Картины весеннего сплава караванов с железом по Чусовой ярко описал Д. Н. Мамин-Сибиряк в повести «Бойцы».
Подъём судов против течения мог осуществляться под парусом, на вёслах, подтягиванием судна к завезённым вперёд якорям, гужевой тягой или лямкой – когда судно тянула ватага бурлаков.
Волга выше Рыбинска, а также Вышневолоцкая и Мариинская водные системы имели хорошую береговую полосу (бечевник), что позволяло использовать лошадей для судовой тяги. На нижней Волге уровень воды существенно менялся во время навигации, постоянного бечёвника не существовало: «Бечёвниками служат протоптанные по берегам тропинки для больших судов по нагорному берегу, потому что они идут преимущественно в половодие, когда луговой берег затоплен и непроходим, а для малых – по луговому. Бечёвник нагорной стороны проходит либо по скатам и вершинам гор и оврагов, либо по прибрежному песку и глине. В зной песок раскаляется и жжёт ноги, а в дождь глина распускается и делается вязкою и скользкою». В отсутствие попутного ветра на нижней Волге тягу судов осуществляли бурлацкие ватаги. По приблизительным оценкам в середине XIX в. бурлацким промыслом занимались от 300 000 до 650 000 чел.
В 1830 году на Волге было до 15 000 судов, на Оке – около 6 000, на Каме – около 1 800, 1 150 на других притоках Волги. Таким образом, общее количество судов на реках Волжского бассейна, составляло в 1830 году 23 950 единиц.
Столицей промысла был Рыбинск, где девять пристаней растянулись на 12 вёрст. Улица, ведущая к пристаням, называлась Стоялая — на ней всегда толпились те, кто ждал себе хозяина. Например, в 1852 году в Рыбинске сошлось 96 тысяч бурлаков и 3235 судов. На «бурлацких базарах» производилась «ряда» — наём бурлаков. Купцы брали работников из расчёта «восемь ног на тысячу пудов».
Речные суда имели различную конструкцию и размеры. Расшивы строились длиной до 12 саженей (25.6 м.), имели осадку до 3 ½ аршина (2.5 м.) и брали груза до 20 000 пудов (327.6 тн.). Гусянки, мокшаны, унженки имели меньшую осадку и большую длину. Волжские ладьи достигали 33 саж. (70.4 м.) длины, 10 саж. (21.3 м.) ширины, в них загружали до 90 000 пудов (1 474 тн.). Для Уральских железных караванов строились барки и коломенки, размеры которых были ограничены возможностями тверецких шлюзов. Длина 17 аршин (36.3 м.), осадка до 28 вершков (1.25 м.), грузоподъёмность 6000 пуд (98 тн.). По правилам полагалось: в верхнем течении Волги нанимать бурлаков из расчёта 4 человека на 1 000 пудов груза, а в нижнем — то же количество людей на 900 пуд. Для различных судов собирались артели от 30 до 300 бурлаков.

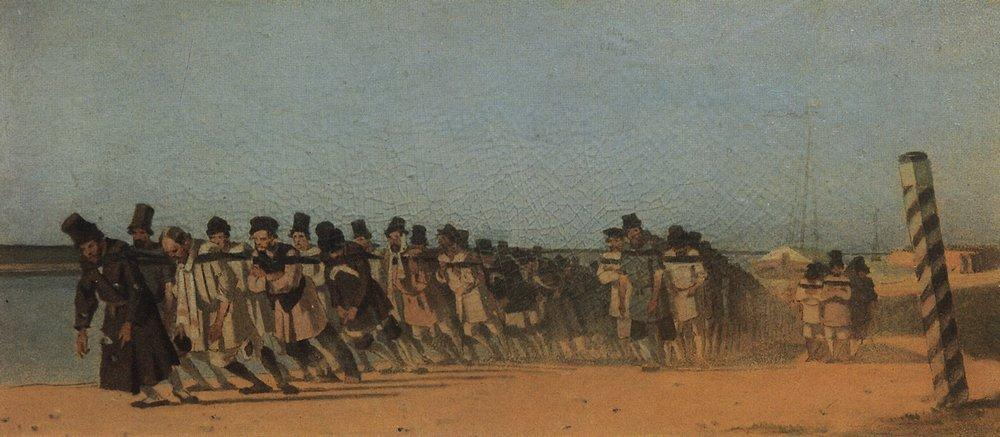
В. В. Верещагин. Бурлаки. 1866.
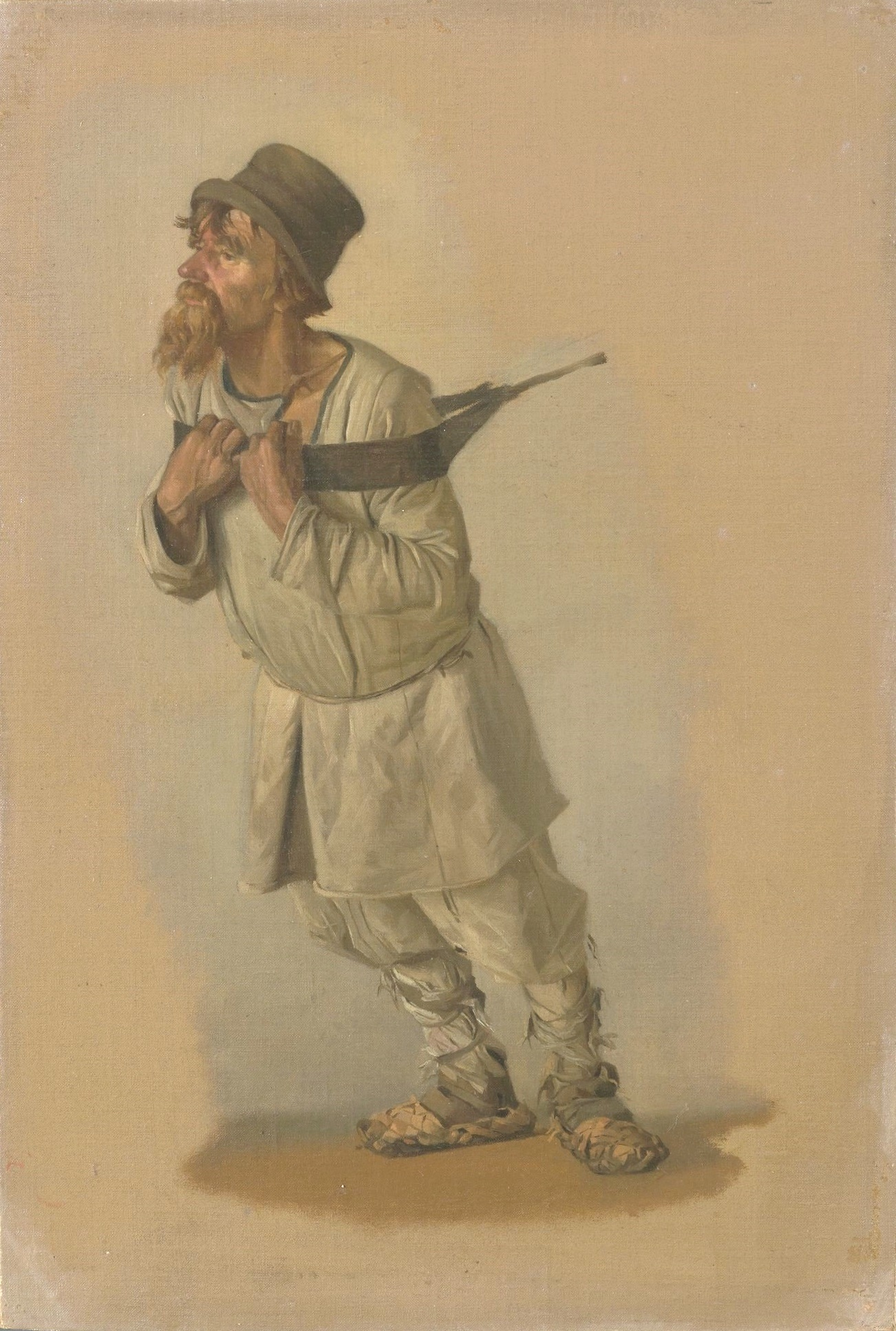
В. В. Верещагин. Эскиз.
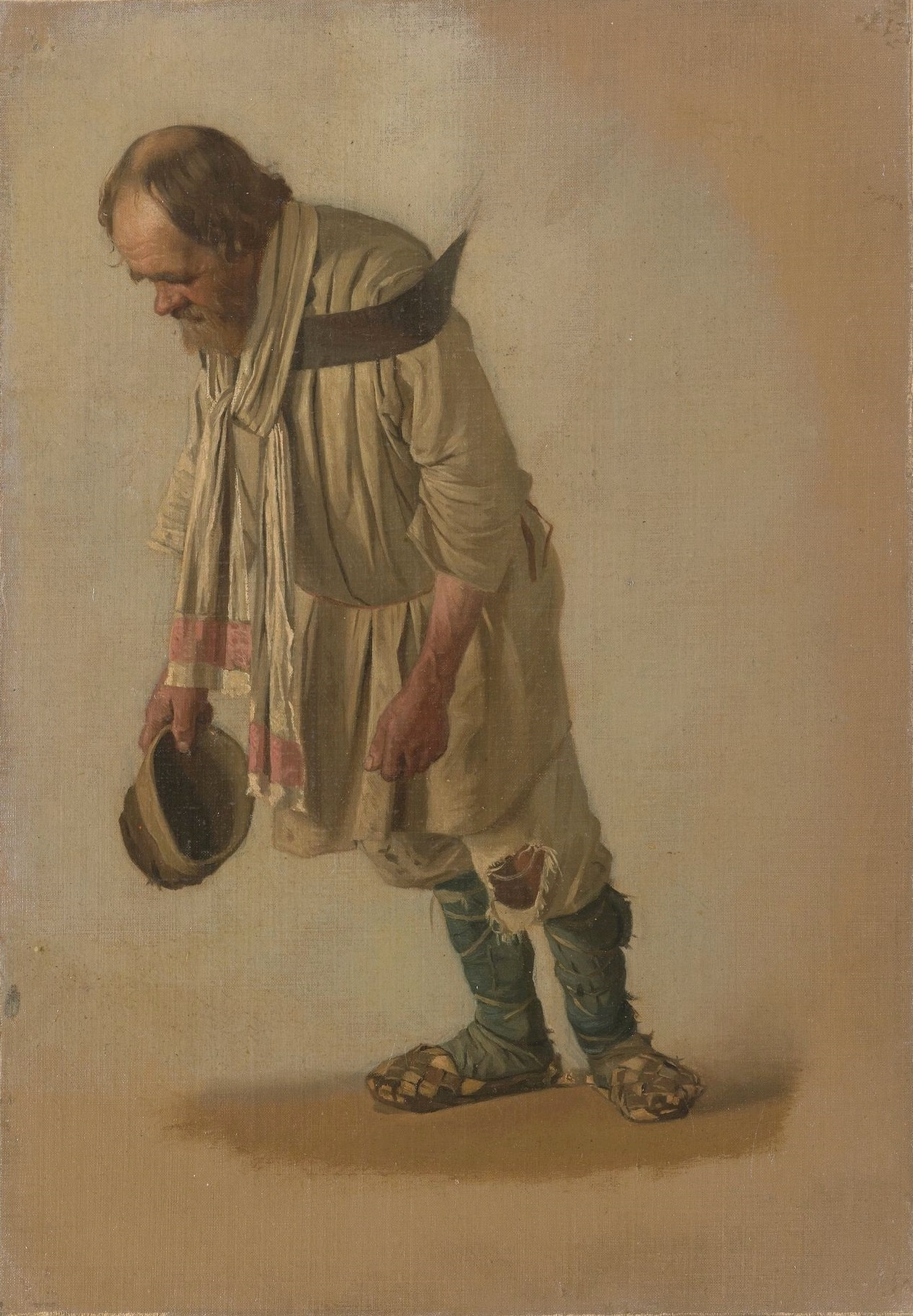
В. В. Верещагин. Эскиз.
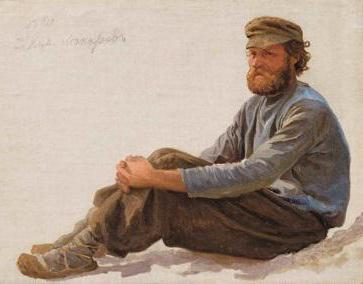
Е. К. Макаров. Бурлак. 1870.
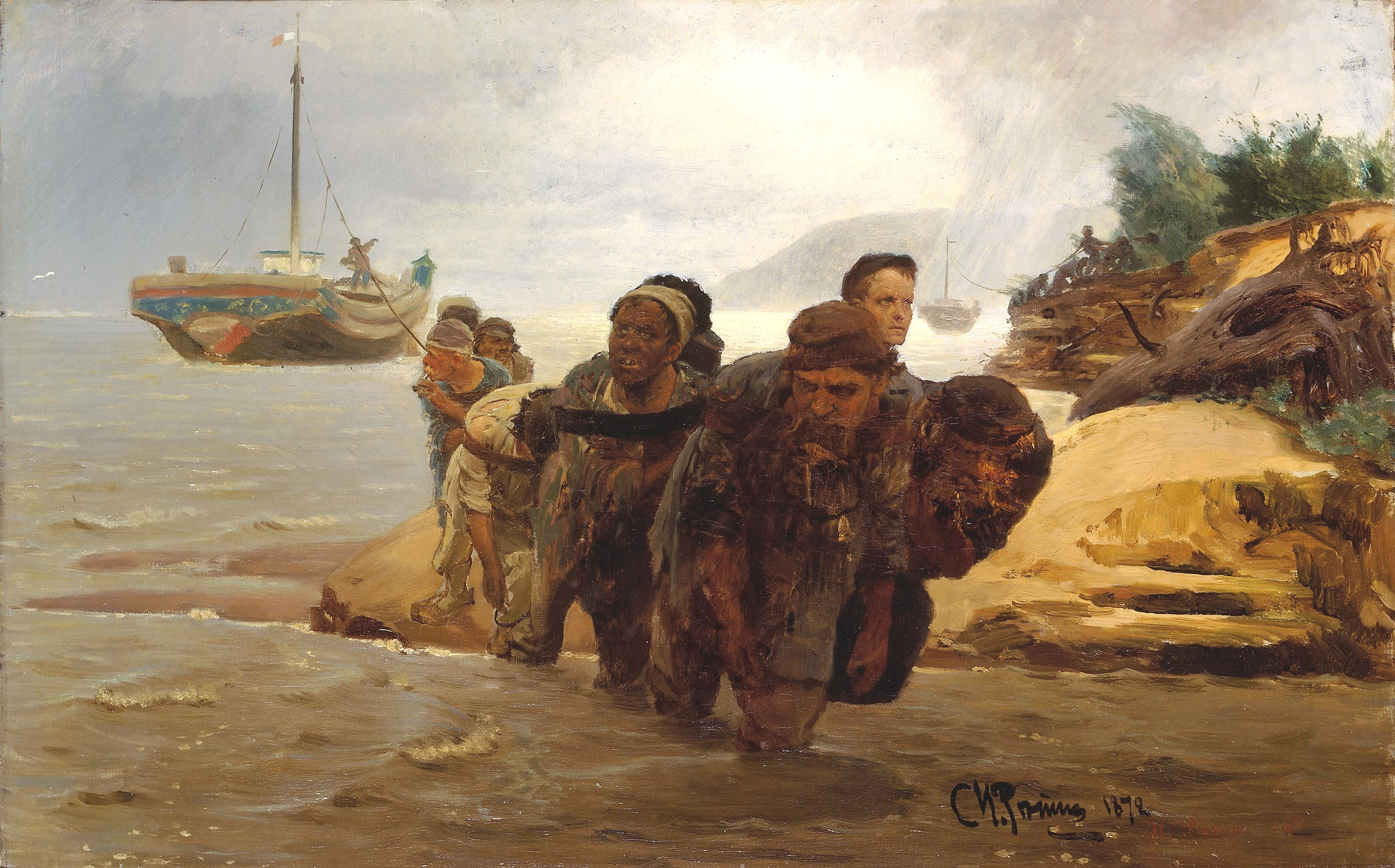
И. Е. Репин. Бурлаки идущие вброд. 1872.
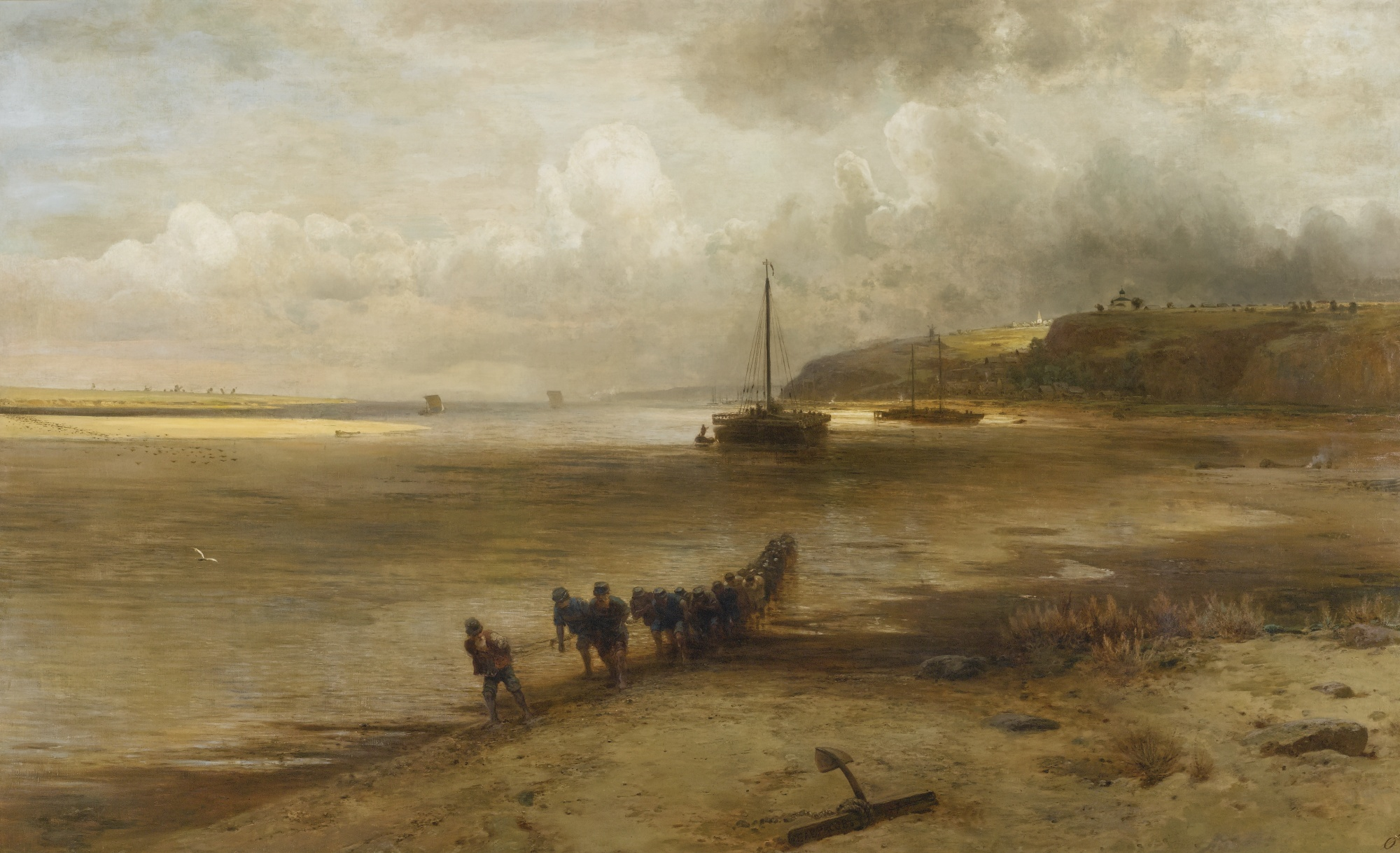
А. К. Саврасов. Волга под Юрьевцем. 1871.
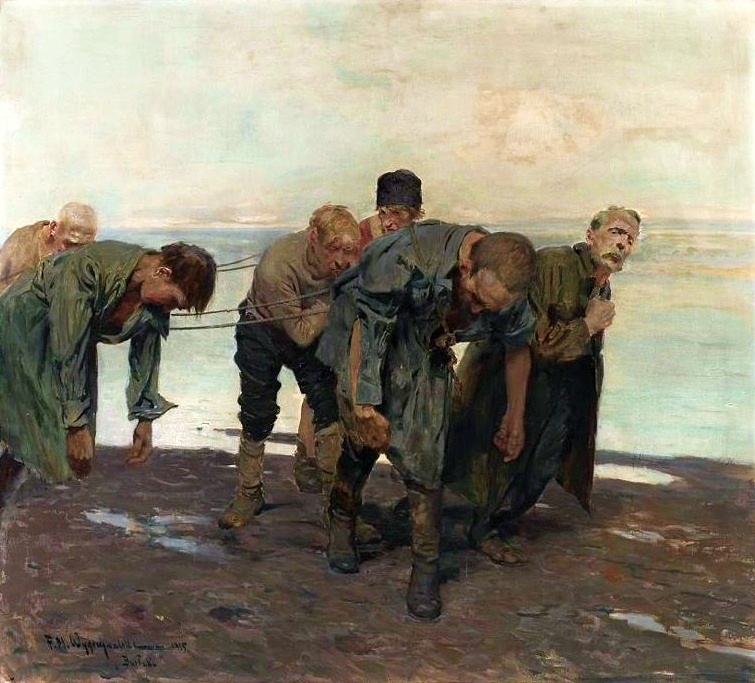
Ф. Выгживальский. Бурлаки. 1925.

Для бечевой тяги с судна на берег спускалась бечева – крепкая пеньковая верёвка, длину её регулировали в зависимости от того, на каком расстоянии от берега шло судно. От конца через каждые три сажени к бечеве крепились тоньки, к которым привязывались кожаные лямки. В эту лямку впрягался бурлак, он надевал её чрез голову на грудь и на оба плеча. Опытный бурлак, шедший во главе бечевы, назывался «шишкой», от его ловкости и умения зависела слаженность работы артели. Задний бурлак в бечеве назывался «завозенным». Крупные суда могли идти на двух бечевах, иногда к коренной бечеве прилаживалась так называемая подсада или боковая бечева.
Пароходы, появившиеся на Волге в 1820-х годах, поначалу не могли составить конкуренцию традиционным судам. В 1856 г. в волжском бассейне работало только 60 пароходов, большая часть имела мощность от 25 до 100 л. с. В 1870 году во время путешествия по Волге И. Е. Репин не испытывал недостатка в натуре для картины «Бурлаки».
Размеры бурлацкого промысла стали резко снижаться с развитием сети железных дорог. Рыбинско-Бологовская железная дорога, в 1870 г. соединившая Петербург с Верхне-Волжским регионом, в 2 раза снизила тариф на перевозку грузов по сравнению с фрахтом по Вышневолоцкой водной системе. Срок доставки составил 7 дней, в то время как доставка по воде требовала 90 дней. К 1872–1874 гг. перевозки транзитных грузов по Вышневолоцкой водной системе практически прекратились.
Тем не менее, даже железные дороги не сумели вытеснить бурлаков полностью. Труд бурлаков продолжал применяться и в СССР, в 1920-е годы, а в некоторых случаях и позже.
Бурлацкая тяга широко применялась и за пределами России.
В общественном сознании, особенно под влиянием творчества художников передвижников, сложилось впечатление о беспросветной судьбе бурлаков в России. Однако, это является ошибкой, социальным стереотипом.  Бурлаки были объединены в артели, типа профсоюза. Оплата их труда в среднем в 4 раза превосходила заработную плату среднего  рабочего. За сезон (весна и до нового ледостава) бурлак мог заработать от 600 до 1200 рублей. Попасть в артель было трудно, приходилось показывать старшине артели свою физическую готовность к этому труду. Главное в этом труде - не взрывная сила, что хорошо для портовых и железнодорожных грузчиков, а способность к длительной силовой выносливости. Перед тем как попасть в артель бурлаков кандидаты предварительно тренировались и показывали своё умение. Упражнение было простое. Необходимо было взять в руку гантелю, шар, просто камень-голыш около 6 килограммов и подбрасывать его сначала одной рукой, а потом другой без смены рук. Необходимо было подбросить 1500 раз каждой рукой без перерыва до уровня головы, что занимало около часа. Выполнивший упражнение мог быть для проверки поставлен упряжку. 

## Бурлаки в зарубежных странах

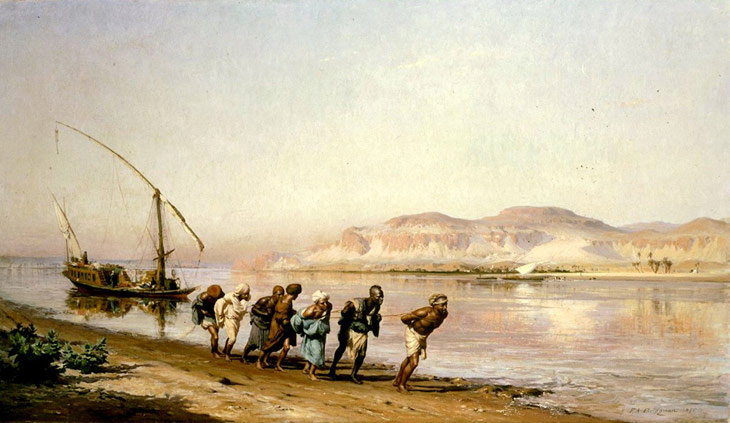
Фредерик Артур Бриджмен. Бурлаки на Ниле. 1875.
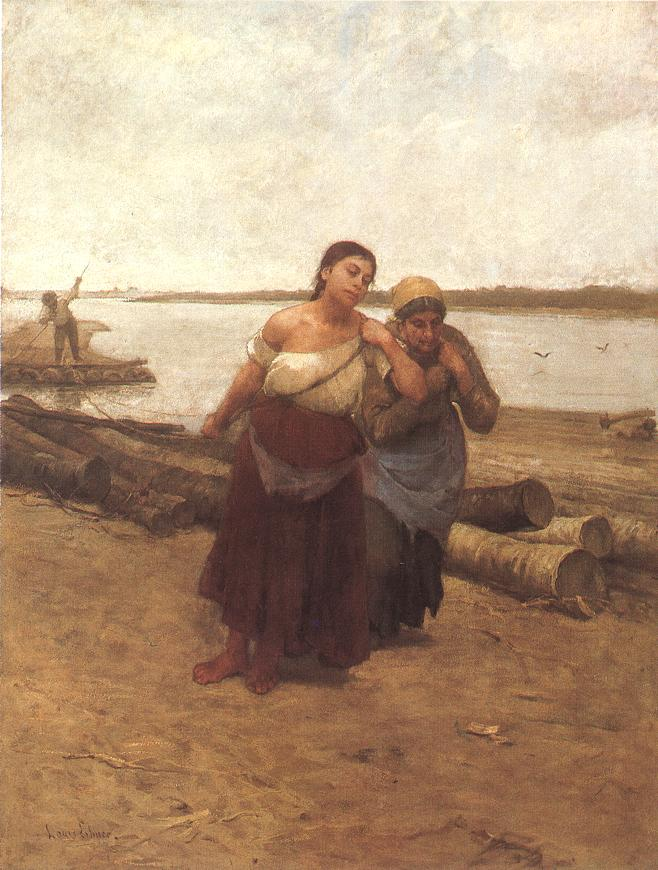
Деак-Эбнер Лайош. Бурлачки (Венгрия). 1885.
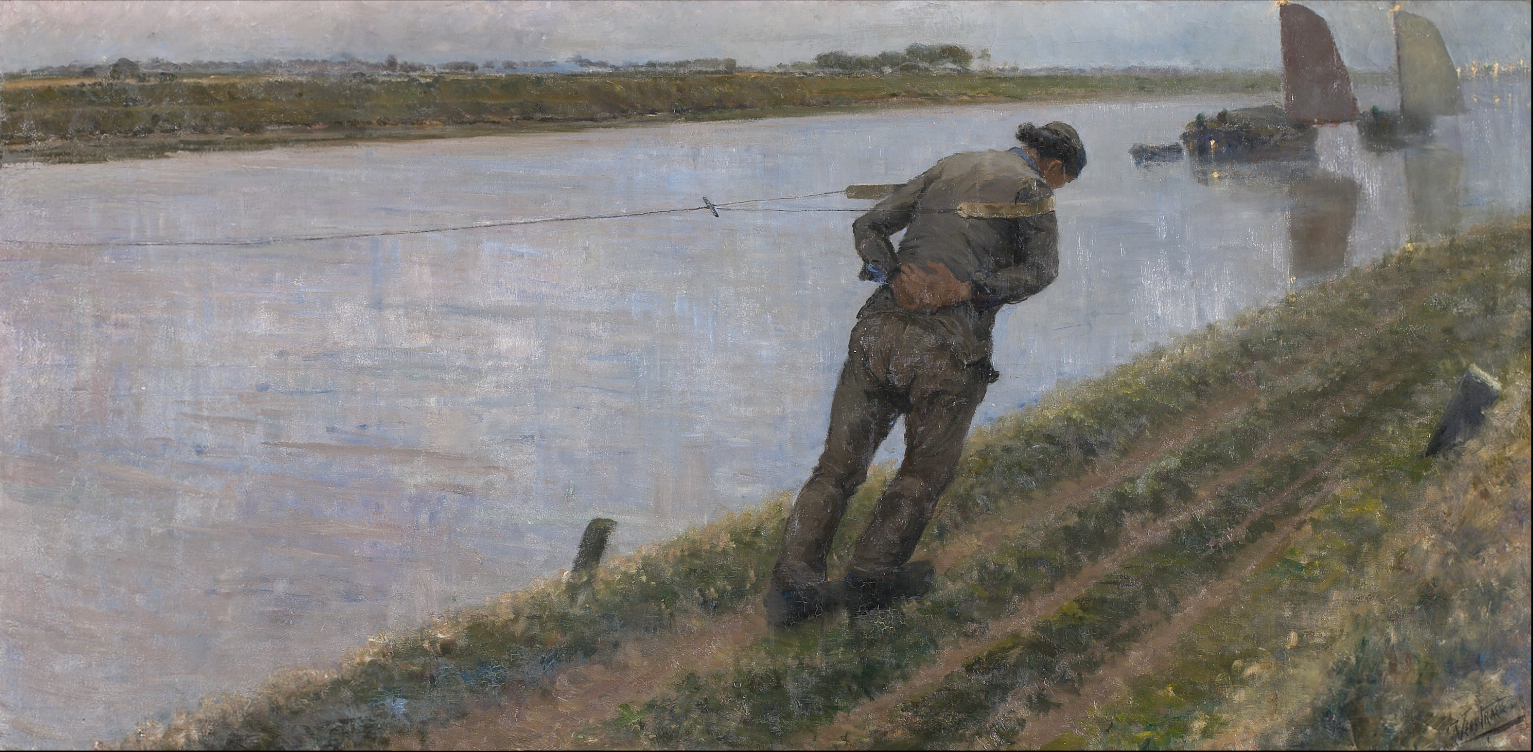
Теодор Верстрет. Бурлак (Бельгия). Конец XIX - начало XX века.
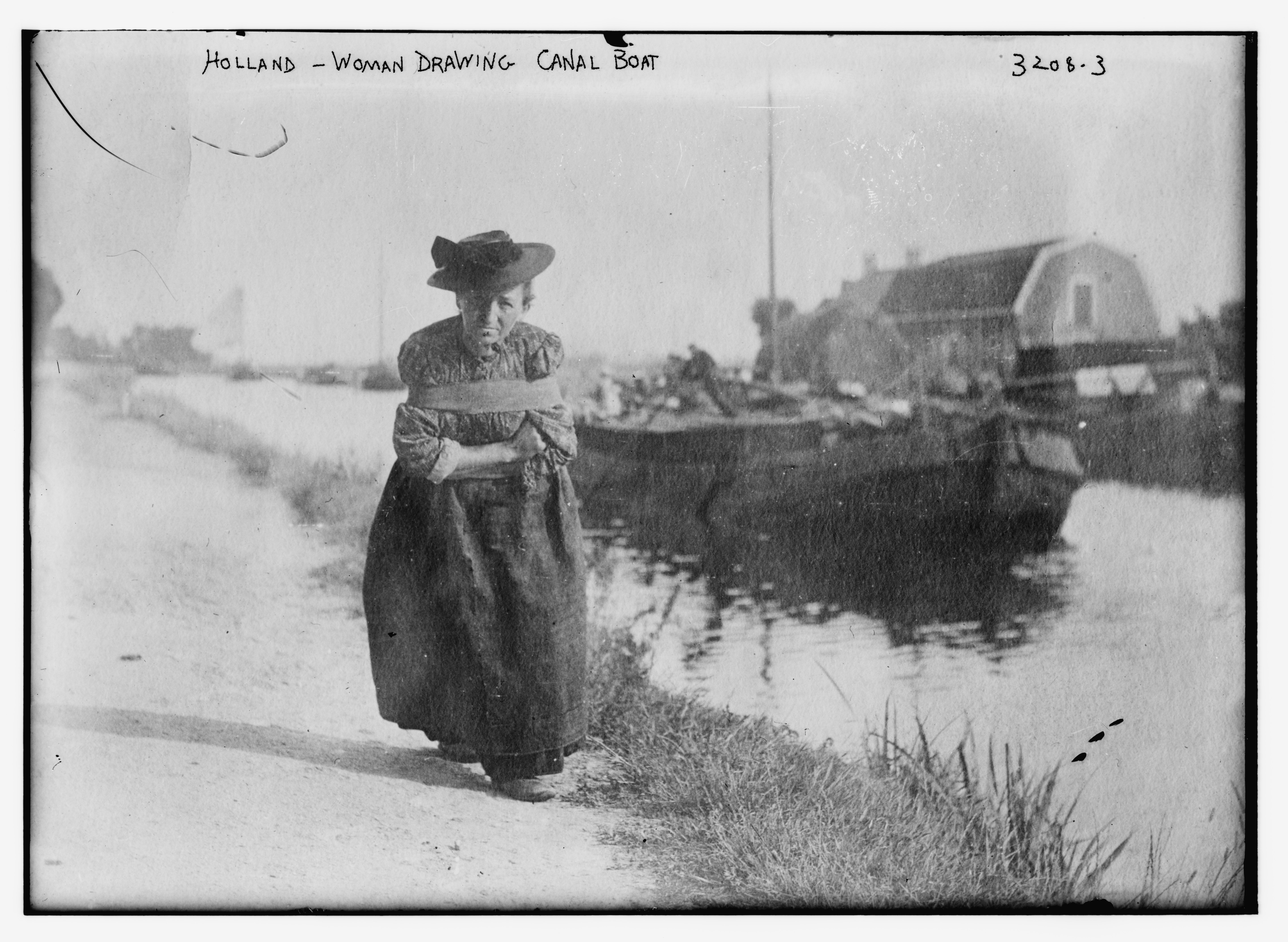
Женщина, тянущая судно по каналу. Голландия, 1910 (фотография).